# Tokyo Idol Festival
El Tokyo Idol Festival (Estilizado como TOKYO IDOL FESTIVAL y abreviado como TIF) es un evento anual donde idols de todo Japón realizan presentaciones en vivo, este es uno de los eventos de idols más importantes y grandes de Japón.

## Historia
Se celebra desde el 2010, y fue el primer evento de Idols en el que más de 50 grupos se reunieron en un solo lugar, en 2016, el número de grupos participantes fue de más de 300.
El número de visitantes fue de unos 21.500 en 2012, unos 33.000 en 2013, unos 41.000 en 2014 y más de 51.000 en 2015. En 2016, cuando la duración del festival se amplió a 3 días, el número de personas fue 75.978. En 2017, el número superó las 80.000, especialmente el sábado 5 de agosto, con un máximo de 32.787 personas al día.
En 2014, el blog Wall Street Journal lo seleccionó como uno de los cinco mejores festivales de música de verano para ver en Japón, junto con los tres principales festivales de rock (Fuji Rock, ROCKIN JAPAN FESTIVAL, Summer Sonic) y Tokyo Jazz.

## Ediciones

### Tokyo Idol Festival 2010
El 30 de junio de 2010, se llevó a cabo una conferencia de prensa para la producción del "TOKYO IDOL FESTIVAL 2010 @Shinagawa" en el Teatro Yoshimoto Prince.
Este tendría no solo presentaciones en vivo, sino también programas de entrevistas y avances con los conceptos de "crear un nuevo flujo de nacimiento de ídolos en Tokio", "crear una nueva relación entre los idols y los medios" y "apuntar a ser el evento de ídolos más grande de Japón". 
El evento de apretón de manos y otros eventos se llevarían  a cabo al mismo tiempo, y el evento se distribuiría en línea utilizando Ustream y se transmitiría como un programa en septiembre. Además, se instalará un lugar al aire libre para realizar eventos de apretón de manos, en los que incluso los fanáticos sin entradas podrán participar.
- Organizador: Comité Ejecutivo del TOKYO IDOL FESTIVAL

Fechas 
- 6 de agosto: vísperas del festival
- 7 de agosto: primer día
- 8 de agosto: segundo día

### Tokyo Idol Festival 2011
El 4 de julio de 2011, se llevó a cabo una conferencia de prensa para la producción de "TOKYO IDOL FESTIVAL 2011 Eco & Smile" en el Teatro Yoshimoto Prince, y se anunció que se llevaría a cabo los días 27 y 28 de agosto.
Esta edición pretendía incentivar a la audiencia a recuperarse de la catástrofe de marzo y promover iniciativas ecológica.
- Organizador: Comité Ejecutivo del TOKYO IDOL FESTIVAL

Fechas
- 24, 25 y 26 de agosto: vísperas del festival
- 27 de agosto: primer día
- 28 de agosto: segundo día

### Tokyo Idol Festival 2012
El 13 de mayo de 2012 se celebró en Nikofare una conferencia de prensa para la producción del "TOKYO IDOL FESTIVAL 2012", se anunció que se realizaría los días 4 y 5 de agosto.
El evento se transmitiría en vivo por Fuji TV NEXT Live Premium durante 36 horas seguidas, y también se distribuiría de forma gratuita en Nico Nico Live Broadcast.
Además, se realizarían transmisiones en vivo y grabaciones públicas en varios medios como Ustream y YouTube.
- Organizador: Comité Ejecutivo del TOKYO IDOL FESTIVAL

Fechas
- 3 de agosto: “Before Night Show”
- 4 de agosto: primer día
- 5 de agosto: segundo día

### Tokyo Idol Festival 2013
El 2 de abril de 2013, un tweet de Kadozawa y un comunicado de prensa de Fuji TV anunciaron que el "TOKYO IDOL FESTIVAL 2013" se llevaría a cabo el 27 y 28 de julio de 2013.
- Organizador: Comité Ejecutivo del Tokyo Idol Festival
- Supervisor: Fuji TV

Fechas
- 27 de julio
- 28 de julio

### Tokyo Idol Festival 2014
El 7 de abril de 2014, un comunicado de prensa de Fuji TV anunció que "Tokyo Idol Festival 2014" se llevará a cabo el 2 y 3 de agosto.
También se realizó un evento previo llamado «TIF 2014 Pre Live Event» el 2 de mayo en el Tsutaya O-East.
- Organizador: Comité Ejecutivo del Tokyo Idol Festival
- Supervisor: Fuji TV

Fechas
- 2 de agosto
- 3 de agosto

### Tokyo Idol Festival 2015
Fechas:
- 1 de agosto
- 2 de agosto[10]

### Tokyo Idol Festival 2016
Este año fue la creación del “Tokyo Gravure Idol Festival”, además de que se creó un área especial para mujeres.
- Productor: Fuji TV

Fechas:
- 5 de agosto
- 6 de agosto
- 7 de agosto

### Tokyo Idol Festival 2017
Este año se realizó un proceso de selección, debido al masivo número de idols asistentes, en el cual los grupos debían competir entre sí para poder ganarse su participación, esto provocó que muchos grupos idols quedasen fuera del evento.
- Organizador: TOKYO IDOL PROJECT

Fechas:
- 4 de agosto
- 5 de agosto
- 6 de agosto[13]

### Tokyo Idol Festival 2018
El 27 de octubre de 2017 se anunció la realización del "TOKYO IDOL FESTIVAL 2018".
- Organizador: TOKYO IDOL PROJECT

Fechas
- 3 de agosto
- 4 de agosto
- 5 de agosto

### Tokyo Idol Festival 2019
- Organizador: TOKYO IDOL PROJECT[15]

Fechas
- 2 de agosto
- 3 de agosto
- 4 de agosto

### Tokyo Idol Festival 2020
En diciembre de 2019, se anunció el TOKYO IDOL FESTIVAL 2020.
Dado que el área alrededor de Odaiba, la sede, se vio afectada por los "Juegos Olímpicos de Tokio 2020", se decidió realizar el evento en por primera vez en otoño, sin embargo, en 2020, a raíz de la propagación de la nueva infección por coronavirus que prevalecía en todo el mundo, se anunció a fines de julio que el evento de Odaiba de este año se cancelaría.
Tokyo Idol Festival Online 2020
Debido a la pandemia del coronavirus se decidió realizar el TOKYO IDOL FESTIVAL ONLINE 2020, como una alternativa al cancelado TOKYO IDOL FESTIVAL.
- Organizador: TOKYO IDOL PROJECT

Fechas
- 2 de octubre
- 3 de octubre
- 4 de octubre